# Chiesa di Santa Maria delle Grazie (Ravello)
La chiesa di Santa Maria delle Grazie è una chiesa di Ravello situata nel rione Pendolo, un'antica borgata ravellese sorta intorno all'anno 114 nel territorio gravante alla chiesa di San Pietro alla Costa e al Santuario dei Santi Cosma e Damiano (Ravello).

## Storia
Fondata dalla nobile famiglia Frezza nel 1278, sorse con il nome di San Matteo del Pendolo. Nella Santa Visita pastorale di Mons. Guerriero del 1733 si legge “ est imago S. Mariae Gratiarium”: così, dal 1733, muterà il nome in Santa Maria delle Grazie. Non riscuotendo successo come parrocchia, il vescovo Bennio l'accorpò alla vicina chiesa di Sant'Andrea del Pendolo, per mancanza di fondi ed anime. La sera del 18 ottobre 2014, ci fu un tentativo di furto della statua della Madonna, non riuscito, ma il simulacro ha avuto bisogno di lavori di restauro.

## La struttura
La Chiesa (basilica) si presenta in pianta quadrangolare. L'aspetto esterno è annunciato da tre enormi e possenti archi realizzati in “macerina” (dal dialetto locale) che delineano la facciata, seguita dal campanile a due registri con volta estradossata nella cella campanaria, ospitando due piccole campane nelle monofore. Varcato il portone, in legno altamente pregiato, d'ingresso, si nota immediatamente la semplicità della chiesa: l'aspetto interno si presenta realizzato in parte da materiale di riuso (capitelli ionici e corinzi, colonne in granito e marmi), proveniente da strutture classiche; non è arricchita da particolari decorazioni, risultando logicamente sobria e profondamente mistica; è naturalmente abbellita dai giochi di luci e di ombre provenienti dalle alte finestre del cleristorio che illuminano le tre navate, divise ognuna da due archi a tutto sesto per lato, sostenuti da colonne con capitelli di spoglio, triabsidata (all'esterno le absidi sono isolate da due profondi nicchioni), seguiti dal transetto sottolineato da un gradino. Le navate sono coperte da volte a crociera a sesto acuto, estradossate ed illuminate da finestre monofore. L'abside centrale è incorniciata da due colonnine (motivo comune ad altre chiese di Ravello). Gli elementi artistici sono il simulacro della Vergine con il Bambino custodito in una nicchia di legno pregiato nella navata destra, invocata con il dolce titolo di Santa Maria delle Grazie e tracce di un affresco, nei pressi dell'ingresso, raffigurante l'Agnus Dei, la Madonna che allatta e un santo che custodisce una scatola con medicinali, che si pensi sia presumibilmente San Cosma: questo complesso è proprietà dell'antichissima Famiglia di medici De Forno, la quale ha innalzato questo affresco al santo medico per invocare la sua protezione; questo altare fu fatto demolire dal vescovo Fusco nel 1577.

## La festa della Madonna
La piccola chiesa viene aperta su richiesta dei turisti che ne fanno domanda presso il Duomo. Nel corso dell'anno la Parrocchia del Duomo provvede al decoro e alla manutenzione ordinaria del luogo sacro.
Il giorno due di ogni mese, in serata, è celebrata la Santa Messa preceduta dalla recita del Rosario e delle Litanie in onore della Madonna delle Grazie. Il due febbraio, poi, festa della Presentazione del Signore al Tempio, dopo la recita del Rosario e la benedizione delle candele al Duomo, al canto delle Litanie mariane si svolge il corteo processionale, con la statua della Madonna e il Bambino Gesù, verso la Chiesa della Madonna delle Grazie e, all'arrivo, la celebrazione della Santa Messa.